# Groton (Dakota Południowa)
Groton – miasto w Stanach Zjednoczonych, w stanie Dakota Południowa, w hrabstwie Brown.